# Santé en Iran

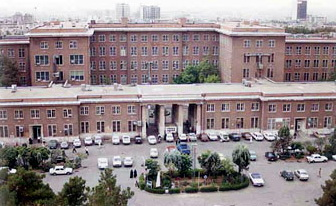
Hôpital Imam Khomeini

Le secteur de la santé en Iran représentait près de 26,4 milliards de dollars US en 2011 et a augmenté de 6,4 % pour atteindre 28,13 milliards en 2012.
Avec une population de 75 millions d'habitants (2012), l'Iran est l'un des pays du Moyen-Orient les plus peuplés. Il est confronté au même problème que d'autres jeunes nations de la région, qui est de suivre le rythme d'une demande croissante de services publics. La population jeune sera bientôt en âge de fonder de nouvelles familles, ce qui stimulera le taux de croissance de la population et engendrera un besoin de nouvelles infrastructures et services. 
Les dépenses du secteur de la santé représentaient 6,0 % du PIB de l'Iran en 2011. En 2008, 73 % des iraniens bénéficient d'une couverture sociale.
Selon l'Organisation mondiale de la santé (OMS), en 2000, l'Iran se classe 58e dans les soins de santé et 93e pour les performances de son système de santé. L'état de santé des Iraniens s'est amélioré au cours de ces trois dernières décennies. L'Iran a été en mesure d'étendre les soins préventifs publics à travers la mise en place d'un réseau de centres de soins de santé primaires Ainsi, les taux de mortalité infantile et maternelle ont baissé significativement, et l'espérance de vie à la naissance a augmenté de façon remarquable. Les taux de mortalité infantile (TMI) et des enfants de moins de 5 ans (TMM5) ont atteint respectivement 28,6 et 35,6 pour 1000 naissances en 2000, alors qu'ils s'élevaient à 122 et 191 pour 1000 naissances en 1970 La vaccination des enfants est accessible à la majorité des populations urbaines et rurales.